# Miturga necator
Miturga necator är en spindelart som först beskrevs av Charles Athanase Walckenaer 1837.  Miturga necator ingår i släktet Miturga och familjen sporrspindlar.
Artens utbredningsområde är Tasmanien. Inga underarter finns listade i Catalogue of Life.